# Usakhelauri
Usakhelauri (უსახელაური) es un vino georgiano naturalmente semidulce. La uva Usakhelauri, con la que se elabora el vino tinto Usakhelauri, se cultiva en las laderas montañosas de Lechkhumi, en el oeste de Georgia,  principalmente cerca de los pueblos de Okhureshi, Zubi (Tsageri) e Isunderi.[cita requerida] Estas uvas son escasas puesto que hay una cantidad limitada de tierra disponible,  produciendo solo alrededor de tres toneladas de uvas cada año, lo que las hace muy apreciadas. Son las uvas de vino más importante de Georgia. El nombre "Usakhelauri" significa "sin nombre" en georgiano, lo que se traduce como un cruce entre "más allá de las palabras" e "inestimable". En un año muy bueno, solo se producen alrededor de 1.000 botellas en el país, principalmente por Teliani Valley y algunas por Telavi Wine Cellars. Por esto, su coste es bastante elevado, con un precio en bodega de más de 50 US$  por botella. Usakhelauri contiene entre un 10,5 y un 12,0 % de alcohol, entre un 3 y un 5 % de azúcar y posee una acidez total comprendida entre un 5 y un 7 %. 